# 캠샤프트

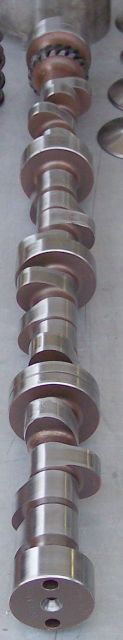
캠샤프트

캠샤프트(영어: camshaft)란 엔진을 구성하는 부품 중 하나로, 밸브를 여닫는 각 실린더의 캠을 하나로 모은 샤프트(축)이다. 단면이 계란형인 캠이 복수 이어진 것으로, 회전의 중심과 둘레까지의 거리는 일정하지 않다. 캠샤프트에는 크랭크 샤프트로부터 타이밍 체인 등에 의해 회전이 전해진다. 4행정 기관에서는 크랭크 샤프트가 2회전하는 동안 캠샤프트는 1회전한다.
또, 전기 철도차량(전기기관차, 전동차) 중 간접식 저항제어 방식의 주제어기에서, 저항기의 속도 제어를 위해서도 사용된다.

## 형식

### 트윈 캠샤프트
하나의 엔진에 두 개의 캠샤프트를 사용하는 형식. 더블캠이라고도 한다. 일반적으로는 DOHC를 가리킨다.

### 싱글 캠샤프트
하나의 엔진에 하나의 캠샤프트를 사용하는 형식. SOHC가 여기에 해당된다.

캠샤프트의 회전 이미지(그림은 직동식 SOHC엔진의 예)
캠샤프트의 회전에 의해 각 실린더의 밸브가 여닫힌다. (그림은 DOHC 가솔린 엔진의 예)

## 같이 보기
- 크랭크축